# باغ أبر (لالة زار)
باغ أبر (بالفارسية: باغ ابر) هي قرية تقع في إيران في ناحية لاله زار. يقدر عدد سكانها بـ 1,791 نسمة .